# برونو نيومان (متسابق الحدث)
برونو نيومان (بالألمانية: Bruno Neumann)‏ هو متسابق الحدث ألماني، ولد في 26 أبريل 1883، وتوفي في 31 ديسمبر 1943 في برلين في ألمانيا.

## وصلات خارجية
- برونو نيومان على موقع اللجنة الأولمبية الدولية (الإنجليزية)
- برونو نيومان على موقع أوليمبيديا (الإنجليزية)